# Byron Scott
Byron Anton Scott (* 28. März 1961 in Ogden, Utah) ist ein US-amerikanischer Basketballtrainer und ehemaliger Spieler. Er spielte zwischen 1983 und 1997 in der nordamerikanischen Profiliga NBA, bei den Los Angeles Lakers, Indiana Pacers und Vancouver Grizzlies.

## Spielerkarriere

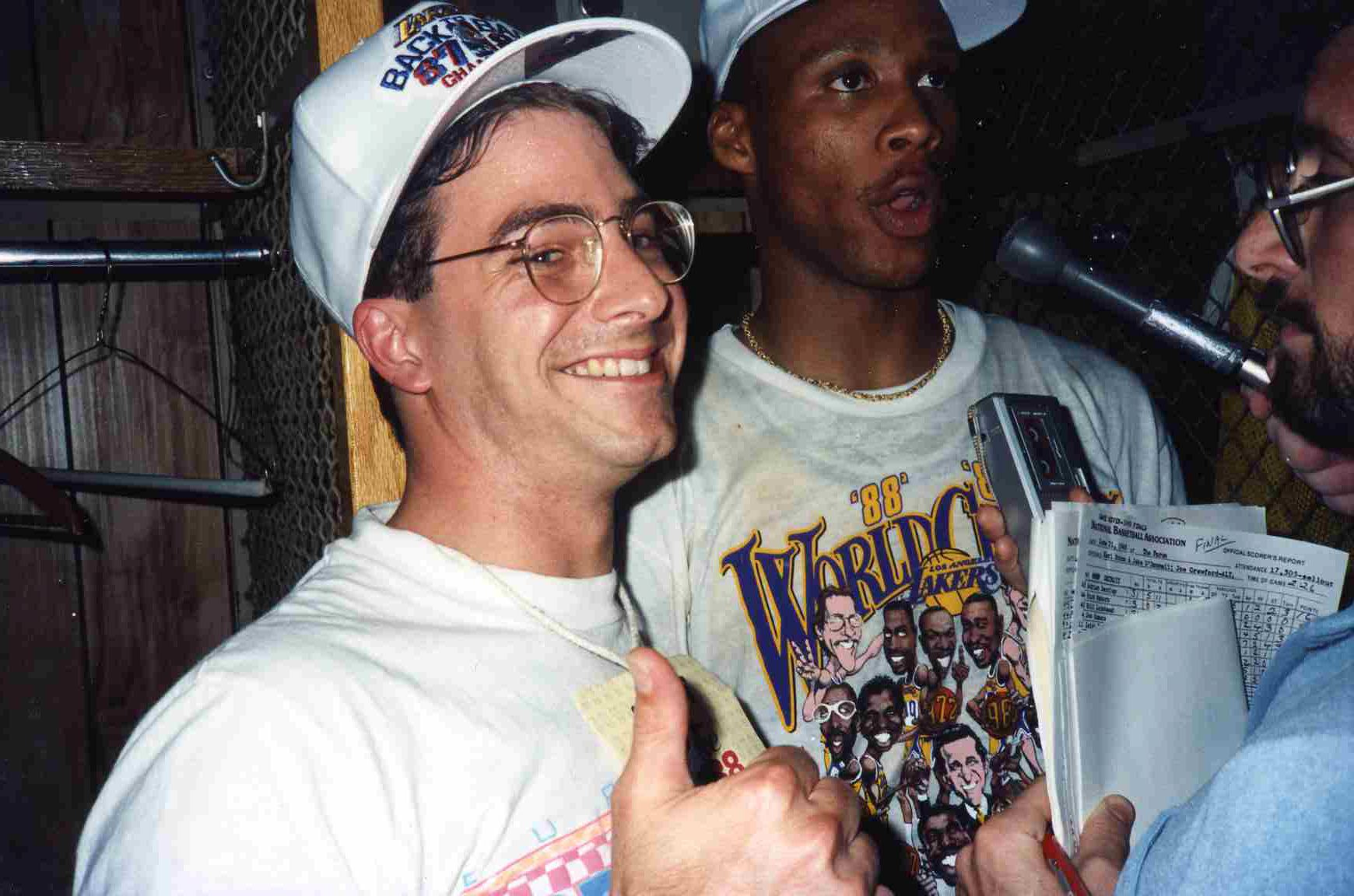
Byron Scott (im Hintergrund) im Jahre 1988

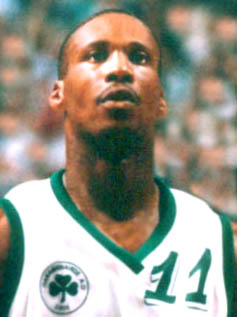
Byron Scott als Spieler von Panathinaikos Athen (1998)

Scott wurde beim NBA-Draft 1983 zunächst von den San Diego Clippers ausgewählt, jedoch kurz darauf für Norm Nixon zu den Los Angeles Lakers geschickt. Er spielte bis 1993 für die Lakers. An der Seite von Magic Johnson, Kareem Abdul-Jabbar und James Worthy gewann er drei NBA-Meisterschaften (1985, 1987, 1988). 1984 wurde Scott ins NBA All-Rookie Team berufen. Sein bestes Jahr war die Saison 1987–1988, als er 21,7 Punkte, 4,1 Rebounds, 1,9 Steals und 4,1 Assists pro Spiel erzielte. Allesamt Bestwerte in seiner Karriere. 1993 folgte der Wechsel zu den Indiana Pacers, mit denen er 1994 und 1995 das Conference-Finale erreichte. Im Sommer 1995 unterschrieb Scott bei den neugegründeten Vancouver Grizzlies, ehe er für sein letztes NBA-Jahr zu den Lakers 1996 zurückkehrte.
1997 wechselte Scott schließlich für ein Jahr zu Panathinaikos Athen nach Griechenland, mit denen er auch die Meisterschaft erringen konnte.

## Trainerkarriere
Vor der NBA-Saison 2000/2001 wurde Scott von den New Jersey Nets als Cheftrainer verpflichtet. Dank der Verpflichtung von Jason Kidd gelang in der Saison 2001/2002 und 2002/2003 der Finaleinzug, wo die Nets jedoch gegen die Lakers (2002) und Spurs (2003) unterlagen. Nach einem mäßigen Start in die Saison 2003/2004 (22-20) wurde Scott von den Nets entlassen. Sein Nachfolger wurde Lawrence Frank. 2004 übernahm Scott als Nachfolger von Tim Floyd den Trainerposten bei den New Orleans Hornets, den er bis zum November 2009 innehatte. Ab der Saison 2010/2011 trainierte er die Cleveland Cavaliers. Nach Ablauf der Saison 2012/2013 wurde Scott von den Cavaliers entlassen, nachdem das Team unter seiner Führung in keinem Jahr die Play-offs erreichen konnte. Die Los Angeles Lakers verpflichten Scott ab der Saison 2014/2015 für vier Jahre, in welchen er etwa 17 Millionen Dollar verdienen wird. Nach zwei wenig erfolgreichen Jahren ohne Playoff-Teilnahme trennten sich die Lakers im Sommer 2016 vorzeitig von Scott.

## Erfolge
- NBA-Meisterschaften als Spieler: 1985, 1987, 1988
- Griechischer Meister als Spieler: 1998
- NBA Coach of the Year Award 2007/08